# Silent Water
Silent Water – trzeci singiel promujący drugi album niemieckiego zespołu Blue System, Body Heat. Singel został wydany w lutym 1989 roku przez wytwórnię Hansa International.

## Lista utworów
7" (Hansa 111 937) (BMG) rok 1989
| No. | Tytuł        | Długość |
| --- | ------------ | ------- |
| 1.  | Silent Water | 3:24    |
| 2.  | Body Heat    | 3:04    |

12" (Hansa 611 937) (BMG) rok 1989
| No. | Tytuł                        | Długość |
| --- | ---------------------------- | ------- |
| 1.  | Silent Water (Long Version)  | 4:48    |
| 2.  | Body Heat (Long Version)     | 5:24    |
| 3.  | Silent Water (Radio Version) | 3:24    |

CD (Hansa 661 937) (BMG) rok 1989
| No. | Tytuł                         | Długość |
| --- | ----------------------------- | ------- |
| 1.  | Silent Water (Long Version)   | 4:48    |
| 2.  | Body Heat (Long Version)      | 5:24    |
| 3.  | Do You Wanna Be My Girlfriend | 3:55    |
| 4.  | Silent Water (Radio Version)  | 3:24    |

## Lista przebojów (1989 r.)
| Państwo | Szczytowe Miejsce |
| ------- | ----------------- |
| Niemcy  | 13                |
| Austria | 16                |

## Autorzy
- Muzyka: Dieter Bohlen
- Autor Tekstów: Dieter Bohlen
- Wokalista: Dieter Bohlen
- Producent: Dieter Bohlen
- Aranżacja: Dieter Bohlen
- Współproducent: Luis Rodriguez